# Żyła płucna lewa górna
Żyła płucna lewa górna (łac. vena pulmonalis sinistra superior), żyła płucna górna lewa (vena pulmonalis superior sinistra) – w anatomii człowieka jedna z czterech żył krążenia małego, prowadzących krew natlenowaną z płuc do lewego przedsionka serca. Żyła płucna lewa górna zazwyczaj zbiera krew z górnego płata lewego płuca, ale możliwe są odmienności w obszarze unaczynienia, szczególnie gdy płaty nie są całkowicie od siebie oddzielone.
Powstaje z połączenia trzech żył (nazywanych też gałęziami), dzielących się dalej na mniejsze odgałęzienia (części). Są to:
- żyła szczytowo-tylna płuca lewego (vena apicoposterior pulmonis sinistri), inaczej gałąź szczytowo-tylna (ramus apicoposterior)
  - część wewnątrzsegmentowa (pars intrasegmentalis)
  - część międzysegmentowa (pars intersegmentalis), inaczej część podsegmentowa (pars infrasegmentalis)
- żyła przednia płuca lewego (vena anterior pulmonis sinistri), inaczej gałąź przednia (ramus anterior)
  - część wewnątrzsegmentowa (pars intrasegmentalis)
  - część międzysegmentowa (pars intersegmentalis), inaczej część podsegmentowa (pars infrasegmentalis)
- żyła języczkowa płuca lewego (vena lingularis pulmonis sinistri), inaczej gałąź języczkowa, gałąź języczka (ramus lingularis)
  - żyła języczkowa górna płuca lewego (vena lingularis superior pulmonis sinistri), inaczej część górna (pars superior)
  - żyła języczkowa dolna płuca lewego (vena lingularis inferior pulmonis sinistri), inaczej część dolna (pars superior)

W obrębie wnęki płuca żyła płucna lewa górna położona jest najbardziej do przodu ze wszystkich głównych struktur korzenia płuca. Jest nieco krótsza i cieńsza niż żyła płucna prawa górna, u dorosłego człowieka ma średnicę 15 mm. Przebiega poziomo z przodu od aorty piersiowej. Nie ma w niej zastawek.